# Colastomion formosanum
Colastomion formosanum är en stekelart som först beskrevs av Watanabe 1932.  Colastomion formosanum ingår i släktet Colastomion och familjen bracksteklar. Inga underarter finns listade i Catalogue of Life.